# Porxos de la plaça del Castell (Reus)
Els porxos de la Plaça del Castell són un element arquitectònic del municipi de Reus (Baix Camp) inclòs en l'Inventari del Patrimoni Arquitectònic de Catalunya com a Bé Cultural d'Interès Local. Situats a la zona nord-oest de la plaça del Castell, són uns porxos sustentats per pilars d'uns tres metres d'alçada, la major part de secció poligonal amb tambors i capitells quadrats. Ocupa dos costats de la plaça, un en la seva totalitat i l'altre en una petita part.

## Història
La plaça del Castell és el primer nucli urbà de Reus. Es desenvolupà a finals del segle xii i correspon al pati de l'antic castell. El primer document gràfic de la plaça és de finals segle xv. Aquesta plaça es començà a urbanitzar a partir del segle xvii, quan el capítol dels canonges de Tarragona, propietaris del castell, van anar desprenent-se de les terres que havien estat de la fortalesa. Les referències del segle xix ens diuen que tant a la plaça com sota els porxos s'hi celebrava el mercat dels grans un cop per setmana.